# Cerocida
Cerocida es un género de arañas propio de la zona tropical de América Del sur. Incluye dos especies: Cerocida strigosa y Cerocida ducke.
Ambos sexos de la Cerocida strigosa tienen un cefalotórax con el lomo levantado, un patrón reticular y patas largas. Aunque normalmente los machos de araña son ligeramente más pequeños que las hembras, en este caso la hembra tiene una longitud corporal de 1.5mm, mientras que los machos alcanzan incluso 1.7mm. La especie probablemente practique el mirmecomorfismo.